# Trombudo Central
Trombudo Central este un oraș în Santa Catarina (SC), Brazilia.